# Laurentian Valley
Laurentian Valley es un municipio canadiense situado en la provincia de Ontario.

## Superficie
Laurentian Valley tiene una superficie de 539,08 km².

## Demografía
En 2021, tenía 9450 habitantes, una densidad poblacional de 17,5 hab./km², y 3877 viviendas.